# 非市場経済
非市場経済（ひしじょうけいざい、英語: Non-market economics）は、経済の形態のひとつ。市場メカニズム以外による経済を指す。非市場経済による社会を非市場社会と呼ぶ。

## 非市場経済で顕著な制度
非市場経済で顕著な制度の例として、互酬、再配分などがあげられる。これらのパターンは、親族や宗教など社会慣習によって規定される行為に埋め込まれており、経済的機能として意識されないことがある。そのため労働の分割、土地の管理処分、仕事の組織、相続などをつかさどる社会的諸関係が必要であり、親族関係が複雑になりやすい。分離した政治・経済組織が発達すると、親族関係は単純となる傾向にある。こうした制度の例として、トロブリアンド諸島のクラ、太平洋岸北西部のポトラッチなどがある。

## 非市場経済の貨幣、交易、市場
共同体の内部と外部で貨幣、交易、市場の扱いが異なる。
貨幣
貨幣は目的別に分かれており、身分によって使える貨幣が決まっていたり、共同体の内部と外部で用いられる貨幣が異なっていた。すべての機能を含む全目的な貨幣が現われたのは、文字をもつ社会が誕生して以降となる。
交易
共同体の内部への影響を防ぎつつ、外部と交流するための制度として、沈黙交易、交易港などの管理交易を持つことがある。交易は首長によるか成員全体の参加で行ったり、身分型の商人が担当する場合がある。身分型商人の収入は公的に保証されていた。
市場
市場には自己調整的な価格形成力は存在せず、対外市場と共同体内の地域市場にわかれる。対外市場は交易など共同体の外部からの財の獲得に関係し、地域市場は共同体での食糧の分配に関係する。地域市場は、さらに二つの形態に分かれる。第1は物資を中央に集めて分配する形態で、灌漑型の国家に顕著に見られる。第2は地域の食料を販売する形態で、古代ギリシアの小農経済や叢林型経済に顕著なものとなる。古代ギリシアでは、対内市場にはアゴラ、対外市場にはエンポリウムが存在した。
大規模な共同体で交易や市場に従事する者は、共同体の内部と外部で異なり、古代メソポタミアのタムカルム、古代ギリシアのアゴラにいるカペーロスとエンポリウムにいるエンポロス、アステカのポチテカなどが知られる。

## 非市場経済における等価
価格形成力が存在しないため、非市場経済における等価は、慣習または法によって決められる。税の支払い、配給、誓約の履行などにおける多様な財は、代替的等価物の比率にもとづき置き換えられる。利得、利潤、賃金、レント、その他収入と呼ばれるものは非市場経済において等価に含まれ、この等価性が公正価格制度の基礎となる。近代的な等価概念との相違点として、私益のための利用を含まないこと、および等価を維持する公正さがある。カール・ポランニーは例として、バビロニアにおける農民と宮殿の行政的交換、ハムラビ法典、現物取引、聖書のルカ伝11章3節、マタイ伝6章11節、ネヘミヤ記5章5節、ミシュナ、アリストテレスの『政治学』の記述などをあげる。

## 非市場経済における競争
市場メカニズムによる競争は存在しないが、社会的地位、社会的権利、社会的資産を得るための競争は積極的に行なわれる。また、個人的利益や財貨の所有は避けられる傾向にある。

## 非市場経済の研究
非市場経済の研究者としては、カール・ビュッヒャーやカール・ポランニー、フェリックス・ショムロー、リヒャルト・トゥルンヴァルト、フィリップ・ジェイムズ・ハミルトン・グリァスン、ブロニスワフ・マリノフスキ、マルセル・モース、モーゼス・フィンリー、マーシャル・サーリンズなどが知られる。非市場経済の研究は歴史学と対象が重なることがあり、ヘロドトス、ヘシオドス、アリストテレス、イブン・バットゥータなど近代以前の著作家の記録を資料とすることがある。また、文化人類学と対象が重なるため無文字社会との関連もある。近年では、ソフトウェア開発との関連を指摘する者もいる。